# Al-Anbar (Militärbasis)
Koordinaten: 32° 28′ 12″ N, 44° 10′ 48″ O
Al-Anbar (arabisch الأنبار, DMG al-’Anbār) ist die Bezeichnung eines ehemaligen Startplatzes für die Erprobung militärischer Raketen im Irak etwa 50 Kilometer südlich von Bagdad. In al-Anbar wurde unter anderem die Rakete Tamouz erprobt.